# Вільчинець (Західнопоморське воєводство)
Вільчинець (пол. Wilczyniec, нім. Wilksfreude) — село в Польщі, у гміні Плоти Ґрифицького повіту Західнопоморського воєводства.
Населення — 17 осіб (2011).
У 1975-1998 роках село належало до Щецинського воєводства.

## Демографія
Демографічна структура станом на 31 березня 2011 року:
|          | Загалом | Допрацездатний вік | Працездатний вік | Постпрацездатний вік |
| -------- | ------- | ------------------ | ---------------- | -------------------- |
| Чоловіки | 10      | 2                  | 8                | 0                    |
| Жінки    | 7       | 1                  | 6                | 0                    |
| Разом    | 17      | 3                  | 14               | 0                    |